# Diego Rico
Artikeln följer den spanska namnseden; faderns efternamn är Rico och moderns efternamn Salguero.
Diego Rico Salguero, född 23 februari 1993, är en spansk fotbollsspelare som spelar för Real Sociedad i La Liga.

## Karriär
Den 24 juli 2018 värvades Rico av Bournemouth, där han skrev på ett fyraårskontrakt.
Den 26 juli värvades Rico av La Liga-klubben Real Sociedad, där han skrev på ett kontrakt som varar fram till den 30 juni 2023.